# Liste des monuments classés de Koekelberg
Cet article recense le patrimoine immobilier protégé à Koekelberg. Le patrimoine immobilier protégé fait partie du patrimoine culturel en Belgique.
|   | Le bien                                            | Date de clas.     | Année | Architecte      | Style       | Adresse | Coordonnées                 | ID          | Photo |
| - | -------------------------------------------------- | ----------------- | ----- | --------------- | ----------- | --- | --------------------------- | ----------- | ----- |
| 1 | Ancienne école communale des filles de Koekelberg  | 25 septembre 2008 | 1907  | Henri Jacobs    | Art nouveau | Rue Herkoliers 35-37 | 50° 51′ 40″ N, 4° 20′ 01″ E | 2146-0013/0 |       |
| 2 | Maison personnelle de l'architecte Fernand Lefever | 23 février 2006   | 1913  | Fernand Lefever | Art nouveau | Avenue du Panthéon 59 | 50° 51′ 53″ N, 4° 19′ 15″ E | 2146-0012/0 |       |
| 3 | Parc Élisabeth                                     | 8 novembre 1972   |       |                 | Parc        | Avenue du Panthéon, Avenue Émile Bossaert, avenue des gloires nationales, avenue de Jette, boulevard Léopold II, avenue de la liberté | 50° 52′ 00″ N, 4° 19′ 06″ E | 2146-0001/0 |       |